# Fredricka Whitfield
Fredricka Whitfield (Nairóbi, 31 de maio de 1965) é uma jornalista estadunidense nascida no Quênia. Ela é âncora da edição de fim de semana da CNN Newsroom. Antes de ingressar na CNN em 2002, Whitfield foi correspondente da NBC News.

## Vida pessoal
Whitfield é casada com John Glenn, diretor de fotografia do The Atlanta Journal-Constitution, desde 1999. Ela deu à luz a seu primeiro filho em janeiro de 2005 e a gêmeos em novembro de 2012.
Seu pai, Malvin Whitfield, morreu em 18 de novembro de 2015.